# Jens Burman
Jens Burman est un fondeur suédois, né le 14 août 1994 à Rätan. Spécialiste des épreuves de distance, il monte sur son premier podium de Coupe du monde en 2021.

## Biographie
Membre du club Åsarna IK, il dispute ses premières compétitions officielles de la FIS lors de l'hiver 2010-2011, durant laquelle, il gagne une compétition junior nationale. En 2013, il est sélectionné pour les Championnats du monde junior à Liberec.
Le Suédois devient vice-champion du monde junior du dix kilomètres classique en 2014 à Val di Fiemme. Il signe ensuite quelques top dix dans la Coupe OPA.
Il fait ses débuts en Coupe du monde en février 2015 à Östersund, marquant ses premiers points sur le Tour de ski 2016 (27e à Toblach).
Aux Championnats du monde des moins de 23 ans 2016, il gagne la médaille d'or au 15 kilomètres classique.
En décembre 2016, Burman signe un très bon résultat lors du 30 kilomètres de Davos qu'il finit sixième. Seizième du Tour de ski, il obtient une sélection pour les Championnats du monde à Lahti, où son meilleur résultat individuel est treizième du quinze kilomètres classique.
Si l'hiver suivant, il est moins réussite en Coupe du monde, il prend part aux Jeux olympiques à Pyeongchang, où son meilleur résultat individuel est 17e du skiathlon et il se classe cinquième du relais. Aux Championnats du monde 2019, il réalise ses meilleures performances de l'hiver avec deux dixièmes places en skiathlon et cinquante kilomètres libre.
En 2019-2020, il obtient ses meilleurs résultats en Norvège, septième à Lillehammer et huitième à Oslo et améliore son meilleur classement général avec le quatorzième rang.
L'hiver suivant, il dispute sa première course seulement fin janvier à Lahti (neuvième du skiathlon), et garantit sa sélection pour les Championnats du monde 2021, où il prend la huitième place du quinze kilomètres libre, la huitième du skiathlon, la quatrième du relais et la cinquième du cinquante kilomètres classique. Il obtient ses meilleurs résultats personnels à Engadine avec une quatrième place au quinze kilomètres classique, avant de terminer troisième à l'issue de la poursuite disputée sur cinquante kilomètres en style libre. Il monte ainsi sur son premier podium en Coupe du monde.

## Palmarès

### Jeux olympiques d'hiver
| Épreuve / Édition   | Sprint                           | Sprint    | 15 km | 15 km                            | Poursuite 2 × 15 km | 50 km | Relais | Relais    |
| Épreuve / Édition   | libre                            | classique | libre | classique                        | Poursuite 2 × 15 km | 50 km | Sprint | 4 × 10 km |
| JO 2018 Pyeongchang | Épreuve inexistante à cette date | —         | 19e   | Épreuve inexistante à cette date | 17e                 | 26e   | —      | 5e        |

Légende :
- : pas d'épreuve
- — : Non disputée par Burman

### Championnats du monde
| Épreuve / Édition        | Sprint                           | Sprint                           | 15 km                            | 15 km                            | Poursuite 2 × 15 km | 50 km | Relais | Relais                    |
| Épreuve / Édition        | libre                            | classique                        | libre                            | classique                        | Poursuite 2 × 15 km | 50 km | Sprint | 4 × 10 km                 |
| Mondiaux 2017 Lahti      | —                                | Épreuve inexistante à cette date | Épreuve inexistante à cette date | 13e                              | 22e                 | 15e   | —      | —                         |
| Mondiaux 2019 Seefeld    | —                                | Épreuve inexistante à cette date | Épreuve inexistante à cette date | 11e                              | 10e                 |       | —      | 5e                        |
| Mondiaux 2021 Oberstdorf | Épreuve inexistante à cette date | -                                | 8e                               | Épreuve inexistante à cette date | 11e                 | 5e    | —      | 4e                        |
| Mondiaux 2025 Trondheim  |                                  | Épreuve inexistante à cette date |                                  | Épreuve inexistante à cette date |                     |       |        | Médaille de bronze, monde |

Légende :
- : pas d'épreuve
- — : Non disputée par Jens Burman

### Coupe du monde
- Meilleur classement général : 14e en 2020.
- 1 podium individuel : 1 troisième place.
- 2 podiums  en épreuve par équipes mixte : 2 victoires.

#### Classements en Coupe du monde
| Année     | Classement général final | Classement distance | Classement sprint |
| 2015-2016 | 96e                      | 56e                 |                   |
| 2016-2017 | 26e                      | 20e                 |                   |
| 2017-2018 | 83e                      | 53e                 |                   |
| 2018-2019 | 42e                      | 25e                 |                   |
| 2019-2020 | 14e                      | 12e                 |                   |
| 2020-2021 | 33e                      | 20e                 |                   |

### Championnats du monde junior
- Val di Fiemme 2014 :
  -  Médaille d'argent au dix kilomètres classique.

### Championnats du monde des moins de 23 ans
- Rasnov 2016 :
  -  Médaille d'or au quinze kilomètres classique.

### Championnats de Suède
- Champion sur le quinze kilomètres libre en 2021.